# Gnophos mendolensis
Gnophos mendolensis är en fjärilsart som beskrevs av Franz Dannehl 1928. Gnophos mendolensis ingår i släktet Gnophos och familjen mätare. Inga underarter finns listade i Catalogue of Life.